# Interlude (Kool Moe Dee)
Interlude è il quinto album in studio del rapper statunitense Kool Moe Dee, pubblicato nel 1994.

## Tracce
1. Interlude
2. Oh Yea
3. Deez Nutz
4. Catch The Moe
5. Get 'Em Up
6. Candy
7. Doin' My Thang
8. Bang Bang
9. Yes, Yes, Y'all
10. Soul To Soul
11. It's Alright Here
12. Are You Wit It
13. Interlude